# Breznik (priimek)
Breznik je 55. najbolj pogost priimek v Sloveniji, ki ga je po podatkih Statističnega urada Republike Slovenije na dan 31. decembra 2007 uporabljalo 1.683 oseb.

## Znani nosilci priimka
- Andreja Breznik (*1977), arheologinja, muzealka
- Anton Breznik (1737–1793), duhovnik, pisec gospodarskih pratik
- Anton Breznik (1881–1944), duhovnik, šolnik, jezikoslovec, dopisni član AZU
- Barbara Breznik, biologinja, raziskovalka raka
- Bojan Breznik (*1959), strojnik, inovator
- Dimitrij - Mitja Breznik (1941-1997), oblikovalec - "designer"
- Dušan Breznik (1910–2008), inženir, univ. profesor v ZDA
- Dušan Breznik (1920–2002), demografski statistik
- Eta Sadar Breznik (*1950), arhitektka
- Franc Breznik (*1970), politik
- Inge Breznik, doktorica glasbeno-pedagoških znanosti
- Irena Stramljič Breznik (*1963), jezikoslovka slovenistka, profesorica UM
- Janez Breznik (*1942), pravnik, sodnik, publicist
- Josip Breznik (1884–1975), narodnoradikalni aktivist, šolnik, prof., ravnatelj ženske gimnazije
- Jože Breznik, ustanovitelj prve zasebne poklicne srednje šole v Sloveniji
- Karl Breznik - Puža (1941–2020), nogometaš
- Katarina Breznik (*1977), alpska smučarka
- Kristijan Breznik, matematik, statistik
- Maja Breznik (*1967), dramaturginja, dr. sociologije kulture
- Marija (Mimi) Breznik (1917–1979), predsednica Zveze slepih (in slabovidnih) Slovenije
- Mar(i)jan Breznik (1937–2020), operni pevec in režiser, igralec
- Marko Breznik (1920–2020), gradbenik in hidro(geo)log, univ. prof. (FGG)
- Martin Breznik (1850–1936), šolnik (nadučitelj)
- Napoleon Breznik (1914–2002), pianist, klavirski pedagog
- Peter Breznik (1928–2020), odvetnik, športni delavec - košarka
- Peter Breznik (*1970), nogometaš
- Radovan Breznik (*1940), zdravnik ginekolog...
- Urška Breznik (Urška Žižek), pevka sopranistka
- Valentin Breznik (*1936), gradbeni gospodarstvenik
- Žan Breznik, zimski športnik-invalid: smučarski dirkač